# Intern object
Een intern object is in de taalkunde een lijdend voorwerp (direct object) bij een werkwoord (predicaat) dat eigenlijk geen lijdend voorwerp bij zich zou moeten hebben. Bijvoorbeeld een intransitief werkwoord: dit kan normaliter geen lijdend voorwerp hebben, maar als het dat toch krijgt noemen we dit een intern object.
Het gaat om predicaten die normaliter geen direct object hebben, maar het dan toch opgedrongen krijgen. Of althans een direct object waarvan de selectiecriteria binnen het predicaatframe geschonden worden: dat wil zeggen dat het predicaat normaliter alléén een object met eigenschappen zus en zo kan krijgen, maar dat het in dit geval toch een object heeft dat niet aan die eisen voldoet.

## Voorbeelden
- Voorbeeld: 'Hij slaat zijn slag.'

Bij 'je slag slaan' worden de selectiecriteria geschonden: het object is normaliter datgene waarop geslagen wordt, niet de wijze waarop geslagen wordt zoals hier. Daarnaast wordt vaak, zoals hier, het effect verhoogd door een predicaat en een object te nemen die beide van dezelfde wortel stammen: hier van [slag-].
- Voorbeeld: 'Hij spreekt geen woord.'

Bij 'geen woord spreken' gaat het om een intransitief predicaat: dat kan als argument alleen een indirect object hebben ('persoon, tot wie men spreekt') of een 'wijze, waarop men spreekt'.

## Grieks en Latijn
In het Latijn en vooral het Grieks komt het intern object soms voor en het wordt als een literaire stijlfiguur beschouwd, bijvoorbeeld: 'vitam vivere' ('een leven leven' → 'een leven leiden'). Het Grieks heeft zo weinig rectie, het is zo weinig 'streng' qua grammaticale regels, dat dit vaak gebeurt en in veel gevallen niet eens opvalt als speciale stijlfiguur - maar in sommige wel.

## Verwante begrippen
Een cognaat object is ook een direct object dat aan een intransitief werkwoord wordt "opgedrongen", maar heeft tevens een etymologische verwantschap met dit werkwoord.